# Stéphane Blanquet

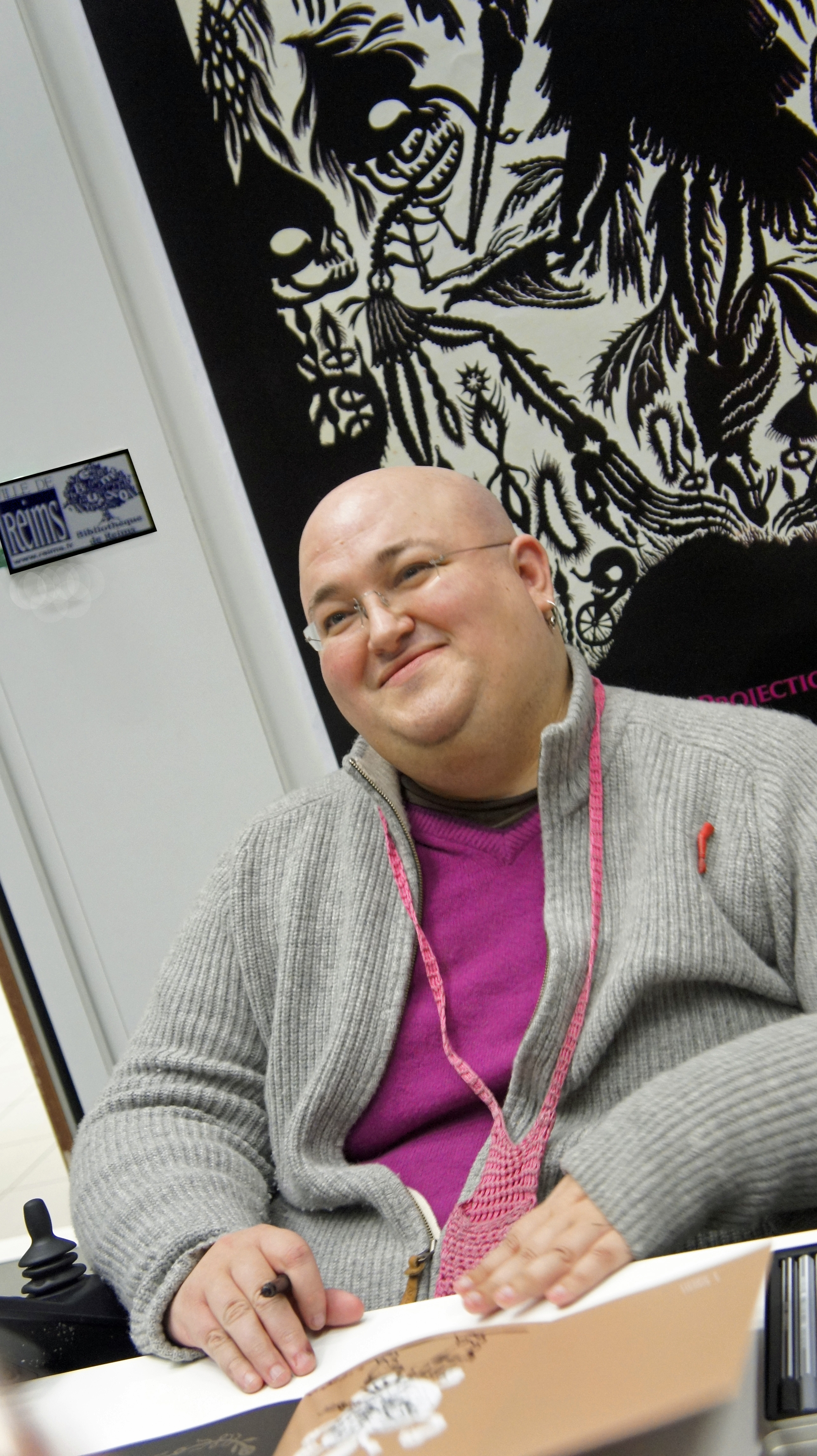
2012.

Stéphane Blanquet (1973) is een Franse tekenaar van illustraties, strips en animatiefilms.
Zijn tekeningen doen soms mysterieus of sprookjesachtig aan, maar zijn meestal gruwelijke prenten. Een voorbeeld zijn de silhouet tekeningen waar volwassenen kinderen aan het plafond hangen en met bijlen staan te zwaaien. 
In de zomer 2005 was er in what> in Leuven een kleine tentoonstelling over Blanquet.
Hij tekende ook een deel uit de Donjon-reeks van Joann Sfar en Lewis Trondheim.

### Franstalige uitgaven
- Ultimatum gangster poche, Chacal Puant, 1994
- Ça va mal, Chacal Puant, 1994
- Le petit livre, Chacal Puant, 1994
- Canned monster, Chacal Puant, 1995
- À l'intérieur... des têtes, Mille Putois 1995, réed. l'Association, 1998
- Badadaboum, Istvan Vamos Agudo Apdo, 1996
- Mon méchant moi, Chacal Puant, 1996
- Les Gens des Bois, Le dernier cri, 1996, réed. United Dead Artists, 2003
- Viande froide et cie, L'Association, 1997
- Guimauve 1, ed Cornélius, 1997
- Mon placard, Schokoriegel, 1997
- Le Lombric, Cornélius, 1999
- La fantôme des autres, Drozophile, 2000
- Morphologie variable, L'Association, 2001
- Bourrelet Comics, Les loups sont fâchés, 2002
- La nouvelle aux pis, Cornélius, 2002, ISBN 2-909990-61-3
- Bouquet bonheure, Cornelius, 2002
- Sur l'épiderme, Alain Beaulet éditeur, 2003
- 'Donjon Monsters t4 : Le noir seigneur, met Joann Sfar en Lewis Trondheim, Delcourt 2003
- Troubles sur l'oreiller, Alain Beaulet éditeur, 2004
- Chochottes au sous-sol, La Joie de lire, 2005
- La vénéneuse aux deux épreons, Cornelius, 2006
- Ratures 01, Alain Beaulet éditeur, 2006
- Ratures 02, Alain Beaulet éditeur, 2007